# مشهدی محمدعلی
مشهدی محمدعلی خالقی ترازوچی  (در گفتار عامیانه: مشتی ممدلی) سورچی و شوفر مشهوری در تهران قدیم بود. در فرهنگ عامه و فولکلور ایران، داستان‌ها، ترانه‌ها و روایت‌هایی در مورد او وجود دارد، که شاید همه آن‌ها منطبق بر واقعیت نباشند.

ماشین مشتی ممدلی در اصطلاح ایرانیان به خودرویی شخصی گفته می‌شود که قدیمی و اسقاط است و ایرادات فراوانی داشته، ولی هم‌چنان با آن می‌رانند.

## روایت‌ها
گفته می‌شود وی فردی متمول و صاحب چندین رأس اسب و درشکه بوده‌است. او درشکه‌چی‌هایی را در استخدام خود داشته‌است که در خیابان‌های تهران مسافران را جابجا می‌کرده‌اند، اما خودش نیز پابه‌پای آن‌ها با درشکه‌اش در شهر مردم را سوار می‌کرده‌است. او همچنین در میان دیگر سورچی‌های شهر از نفوذ بالایی برخوردار بود. در زمانی که درشکه‌ها در تهران از رونق می‌افتند، او با خرید چند مینی‌بوس به کار خود ادامه می‌دهد. گفته می‌شود او شخصیتی مشهور، خوش‌خلق و مورد احترام مردم بوده‌است و هنگامی که کودکان او را در خیابان می‌دیدند، دنبال او راه می‌افتادند و چنین شعری می‌خواندند:
| ماشین مشتی ممدلی     |  | نه بوق داره نه صندلی |
| شاگرد شوفر داد می‌زنه |  | امیریه بی‌معطلی       |
| با ماشین مشتی ممدلی! |  |                      |

در ایران آن زمان، شوفری شغلی با منزلت اجتماعی بالا محسوب می‌شده‌است و بنابراین او از این نظر جایگاه اجتماعی خوبی داشته‌است.
روایت‌های در مورد قراضه بودن خودروی وی ممکن است درست نباشد، چنانچه یکی از تبلیغ‌های چاپی «گاراژ مشهدی محمدعلی» چنین بوده‌است:
با ماشین‌های لوکس به دورافتاده‌ترین نقاط تهران سفر کنید
جهت رفاه حال سکنه پایتخت با ۵ دستگاه ماشین سواری به تمام نقاط تهران سفر کنید: امیریه، باغشاه، توپخانه، چراغ‌برق، دروازه شمیران، سبزه‌میدان، چاله‌خرکشی، پامنار، میدان اعدام
حسن فرازمند در روزنامه اطلاعات یکی از حکایت‌های در مورد او را چنین نقل می‌کند که مشهدی محمدعلی از پولدارهای معروف تهران بود و زمانی که خیابان‌های تهران سنگ‌فرش یا خاکی بوده، صاحب یک اتومبیل استون مارتین  (شبیه ون) بوده‌است. راننده وی در خیابان‌های شهر مسافرکشی می‌کرده و از آنجا که مشهدی محمدعلی خسیس بوده‌است، به وضعیت خودروی خود رسیدگی نمی‌کرده، چنانچه صندلی‌هایش تق‌و‌لق، سپرها و گل‌گیرهایش آویزان و بدون بوق و چراغ بوده‌است و با گذر از خیابان صدا می‌داده‌است.

## یادکرد منابع
1. ↑  پارسا، ۲:‎ ۱۰۶۸.
2. ↑  هادیان طبائی زواره.
3. ↑  فرازمند.
4. ↑  هادیان طبائی زواره.
5. ↑  قدس ایران خالقی ترازوچی.
6. ↑  لغت‌نامهٔ دهخدا.
7. ↑  پارسا، ۲:‎ ۱۰۶۸.
8. ↑  هادیان طبائی زواره.
9. ↑  پارسا، ۲:‎ ۱۰۶۹.
10. ↑  هادیان طبائی زواره.
11. ↑  پارسا، ۲:‎ ۱۰۶۹.
12. ↑  هادیان طبائی زواره.
13. ↑  هادیان طبائی زواره.
14. ↑  پارسا، ۲:‎ ۱۰۶۹.
15. ↑  هادیان طبائی زواره.
16. ↑  پارسا، ۲:‎ ۱۰۶۹.
17. ↑  هادیان طبائی زواره.
18. ↑  پارسا، ۲:‎ ۱۰۶۹.
19. ↑  فرازمند.